# Al-Malikiyah (district)
Al-Malikiyah (Arabisch: القامشلي) is een district in het gouvernement Al-Hasakah in noordoosten van Syrië. Het administratieve centrum is de stad Al-Malikiyah.
Bij de laatste officiële volkstelling van 2004 (voor de Syrische Burgeroorlog) had het district 191.994 inwoners.